# 瑪麗·賽勒斯特號
瑪麗·賽勒斯特號（英語：Mary Celeste，又作）是一艘美國貿易前桅横帆双桅船。1872年，在大西洋被一艘加拿大前桅横帆双桅船Dei Gratia（意即承蒙天恩）於亞述群島附近發現，當時此船正朝向直布羅陀海峽航行，然而船上並沒有目擊到任何人。加拿大船員們檢查瑪麗·賽勒斯特號時，發現船身有些斑駁，但整體而言仍具備充足的航海功能，另外少了一只救生艇。於船上找到的航海日記，最後一篇日誌寫於加拿大船員登船的十天前。瑪麗·賽勒斯特號於1872年11月7日從紐約離開航向熱那亞，載著酒精等貨物前往貿易，這些已經變質的酒精當時仍留在船上，所有船長跟船員的私人物品並沒有遺失或損壞的痕跡，但已人去船空，而船長與船員們從此人間蒸發，沒有人再見過他們。瑪麗·賽勒斯特號經常被認為是鬼船的原型，這些船員的下落也衍生出許多猜測，包括酒精中毒、海底地震、海龍捲、遭受巨烏賊攻擊、以及遭遇各種靈異現象等推測。

## 建造

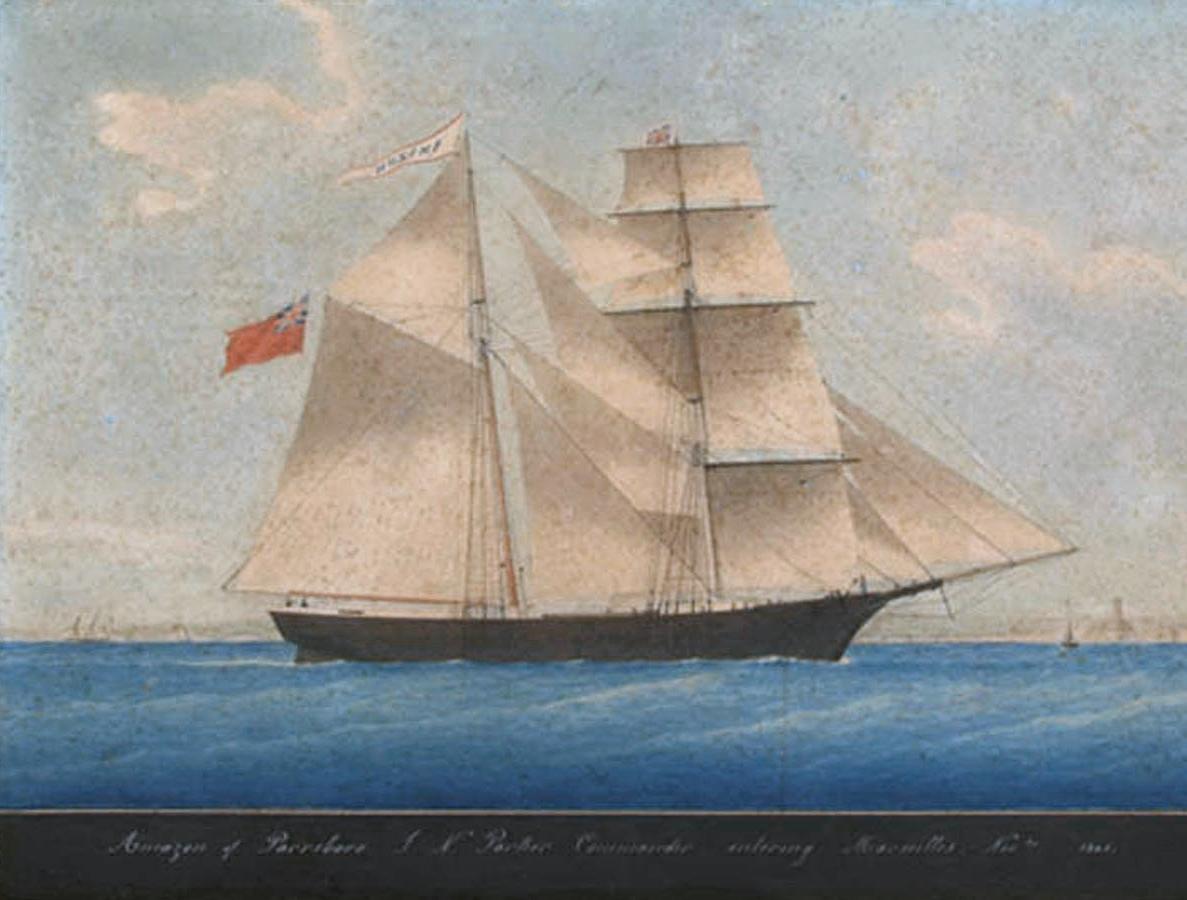
1861 年瑪麗·賽勒斯特號

瑪麗·賽勒斯特號是一艘長31公尺（103英尺），重281公噸的前桅横帆双桅船。它建造於1861年的加拿大新斯科細亞坎伯兰（Cumberland），是此地首艘打造的船隻。當時它被命名為亞馬遜號。
因為發生過許多意外事件，所以傳出這艘船帶來厄運的傳言。亞馬遜號的第一任船長在他的第一次航行開始不久即去世，而且它還在英吉利海峽中與其他船隻碰撞。儘管如此，在這次糟糕的航行之後，在新斯科細亞船主名下，亞馬遜號仍舊度過了平靜的幾年。後來它在1867年因為遇到風暴而擱淺在格萊斯貝（Glace Bay），隨後在1869年被賣給美國人，船東對亞馬遜號進行重大的整修之後，重新命名為瑪麗·賽勒斯特號。

## 命中注定的航行

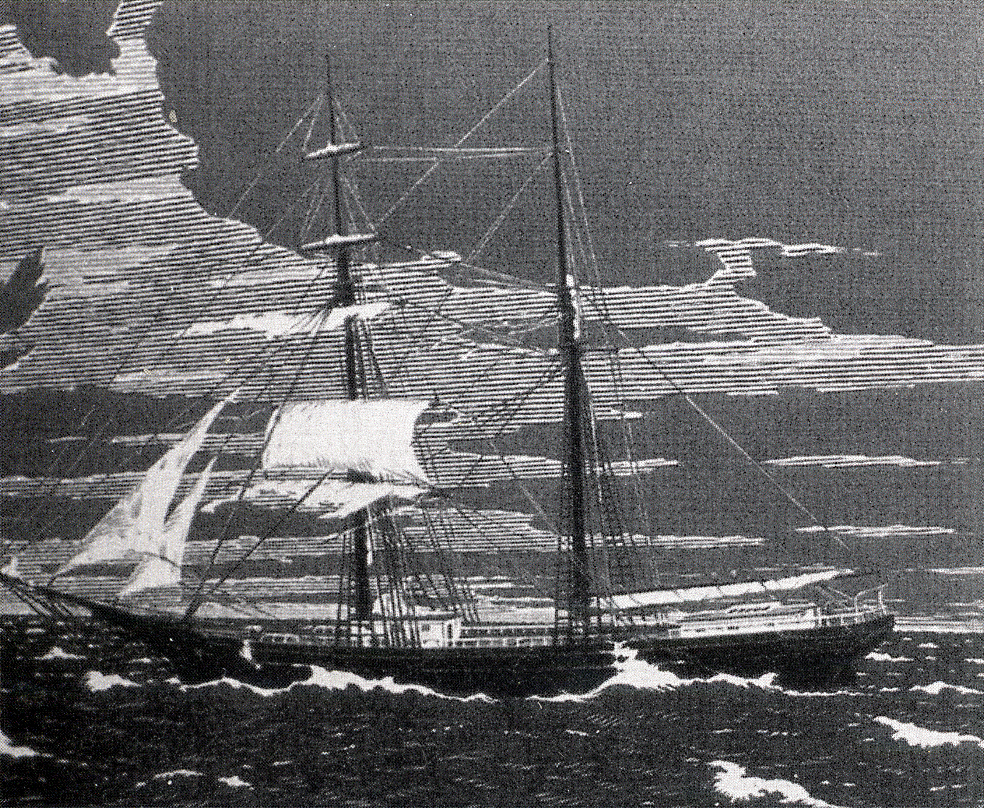
描述瑪麗·賽勒斯特號被發現時的情形的版畫

1872年11月5日，在船長本傑明·布里格斯（Benjamin Briggs）的命令下，裝載工業酒精的瑪麗·賽勒斯特號從紐約史泰登島出航，準備前往義大利的熱那亞。除了船長與7名船員以外，還搭載了2名乘客：船長的妻子莎拉·布里格斯（Sarah E. Briggs）與2歲的女兒蘇菲亞·布里格斯（Sophia Briggs），一共有10個人。
在1872年12月4日（一些紀錄為12月5日，因為缺乏19世紀時精確的時區資訊），瑪麗·賽勒斯特號被認識本傑明·布里格斯的大衛·瑞德·莫爾豪斯船長所指揮的德·格瑞第亞號發現。德·格瑞第亞號僅比瑪麗·賽勒斯特號要晚7天離開紐約港。德·格瑞第亞號的船員在全速朝向直布羅陀海峽航行的情況下觀察它達2個小時之久，他們判斷瑪麗·賽勒斯特號正在漂浮中，雖然它的速度很快而且沒有遇難的跡象。
德·格瑞第亞號的大副奧利佛·狄佛（Oliver Deveau）率領一群船員登上瑪麗·賽勒斯特號的甲板，他並且發現船上的狀況大致良好，雖然他報告說：整艘船非常的溼漉。船上只有一個幫浦，而且在甲板之間充滿大量的水。前艙口與活門都是開啟的狀態，而且只有一艘救生艇下水的跡象，所以他們認為這艘船被故意棄置在海上。一些被廣為流傳的故事：餐桌上擺著沒有碰過的早餐與茶、已經洗好的衣物被吊起來曬乾、碗裡留著吃剩一半的蘋果派等傳聞都是一本小说的杜撰。
船上1701桶酒精則是原封不動的，雖然當它們全部在熱內亞被卸下之後，其中有9桶被發現是空的。6個月的補給與食物被放置在船上，除了船長的航海日誌以外，船上所有的紙張都不見了。航海日誌最後記載的日期是11月24日，當時瑪麗·賽勒斯特號位在葡萄牙統治的亞速群島西方100公里的海面上。船上的石版最後顯示它將在11月25日抵達亞速群島的聖塔瑪麗亞島。
德·格瑞第亞號的船員於是將瑪麗·賽勒斯特號行駛到直布羅陀，他們在這裡則因為表現出的勇氣與技術而在聽證會受到法官的稱讚。但是海軍法院的官員福雷德里·克佛倫德從一個簡單的救援任務轉而懷疑這件事事實上是一項陰謀。最後法院獎賞一些獎金給這些船員，但是整體來說，因為這件事受到懷疑（雖然無法證實），所以報酬遠低於他們應該得到的。莫爾豪斯船長則被賜與一些貨物與獎金。

## 船員的下落
因為沒有任何瑪麗·賽勒斯特號上的船員或乘客被發現，所以這個導致他們失蹤的事件的真相可能永遠無法得知。
在1873年初，兩艘小型木筏在西班牙被漁夫所發現。其中一艘裝載著一具纏著美國國旗的屍體，另一艘則裝載著四具屍體。這些屍體曾經被假定為瑪麗·賽勒斯特號的船員，不過後來沒有經過詳細鑑定，就被埋葬在一個墳墓當中。

## 最後的命運
瑪麗·賽勒斯特號在這次事件之後仍然被幾位船主使用12年之久。1885年1月，瑪麗·賽勒斯特號的最後一任船主將它裝載超過保額的貨物（其中包括靴子與貓食），打算將它弄沉來索取賠償。不過這項陰謀沒有實現，因為瑪麗·賽勒斯特號順利抵達海地，後續的調查也揭發這場騙局。
2001年8月9日，一組由克萊夫·卡斯勒（Clive Cussler，代表國家水下與海洋組織）率領的探險隊與加拿大的電影製作人約翰·大衛斯宣佈他們已經在海地發現這艘帆船的殘骸。
考古學家詹姆斯·P.德爾加多（James P. Delgado）根據海灣探勘與分析船隻的結構、材質、壓艙物與被火焚毀的痕跡來確定這些殘骸是屬於瑪麗·賽勒斯特號。這些證據也符合瑪麗·賽勒斯特號在歷史上的記載。然而其他的研究人員對於這項宣布有所爭議。加拿大地質探測與亞利桑那大學的樹木年輪研究實驗室分析從同一個地點採集的樣本，來重建當時的樹輪年代。根據這些實驗測試，加拿大地質探測的學者認為這些從樹木切下來的木材至少在這艘船沉沒十年後仍然活著，並被2005年1月23日的獨立報所引用。

## 推論

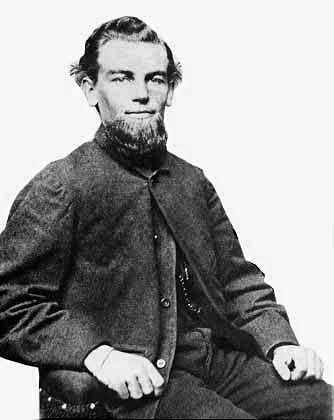
班傑明·布里格斯船長

人們對於瑪麗·賽勒斯特號這次的事件有著許多推論。
在許多推測當中，最有可能的推論是：船上裝載的桶裝酒精導致了這次的事件。布里格斯船長在之前不曾載運過這樣危險的貨物。9個滲露出酒精的桶子導致儲存的酒精蒸發。歷史學家柯瑞德·貝耶斯相信布里格斯船長下令將它們打開，導致毒氣與蒸汽暴衝出來，所以船上發生爆炸。布里格斯船長於是匆忙的下令每個人搭乘救生艇，但是沒有確保與瑪麗·賽勒斯特號之間緊密的相連。而風將瑪麗·賽勒斯特號吹離他們搭乘的救生艇，於是他們可能淹死、餓死、渴死或曬死。
其他推論也將事故發生的原因歸咎於酒精，不過是以不同的理由。他們認為這些船員想要打破桶子來喝這些酒精，於是殺死布里格斯船長，最後偷走救生艇逃亡。
另一個理論則是認為因為布里格斯船長太過殘暴，導致船員發生叛亂，所以船長與他的家人被殺，然後他們以救生艇來逃亡。但是根據歷史紀錄，布里格斯不是這種會造成船員叛亂的船長，大副亞伯·理察森與其他船員也擁有良好的聲譽。
另一個推論是指他們遇到海龍捲，這種情況下瑪麗·賽勒斯特號附近的海水可能被龍捲風吸走，導致船隻下沉。這種理論可以解釋為什麼瑪麗·賽勒斯特號被德·格瑞第亞號發現的時候會濕透了，也可以說明欄杆受創、破裂的羅盤與消失的救生艇。
進一步的論點指出地震在船隻下方爆發，造成9桶酒精（〜450加侖）流入艙底。地震還鬆脫位於甲板上炙熱火爐的通道，導致燃燒的餘燼造成帆布著火。因為看到酒精燃燒而引起乘員的恐慌，他們於是棄船逃生。等到火災平息之後，他們試圖返回到船上，但是失敗了，於是最後全部的船員死在海上。
布萊恩·希克斯（Brian Hicks）與史坦利·史匹哲（Stanley Spicer）在最近的出版的著作中提倡布里格斯船長在無風時打開貨物通風的理論，並認為這些散發來的有毒酒精造成船長與船員的恐慌，於是他們避居到小船上，但是因為連結並不穩固，加上氣候及風向的轉變，造成他們被吹離瑪麗·賽勒斯特號。
希克斯宣稱在媒體的檔案紀錄中，瑪麗·賽勒斯特號所載運的是毒性更強的甲醇，雖然沒有任何證據支持這個說法。
最近一份研究顯示：當時他們遇到暴風，加上布里格斯船長可能認為他們已經接近亞速群島，而且已經有一具幫浦故障，所以下令棄船，準備上岸，但事實上，當時瑪麗·賽勒斯特號距離亞速群島仍然有100公里遠。

## 延伸閱讀
- The Saga of the Mary Celeste: Ill-Fated Mystery Ship, Stanley T. Spicer - ISBN 0-88999-546-X
- The Bermuda Triangle Mystery Solved, Lawrence David Kusche - ISBN 0-87975-971-2
- Ghost Ship: The Mysterious True Story of the Mary Celeste and her Missing Crew, Brian Hicks - ISBN 0-345-46391-9
- The "Mary Celeste", John Maxwell - ISBN 87-15-01118-6

## 外部連結
- The Mary Celeste （页面存档备份，存于） 瑪麗·賽勒斯特號的照片與影片
- Sea Captain solves Mary Celeste mystery 海底地震理論的網站
- The Mary Celeste - fact not fiction （页面存档备份，存于）
- Mary Celeste - Mary Celeste, the most intriguing and enduring mystery in the annals of maritime history （页面存档备份，存于）
- Project Gutenberg – The Captain of the Polestar by Arthur Conan Doyle （页面存档备份，存于）
- . BBC News. 2001-08-09  [2024-08-14]. （原始内容存档于2018-10-05） （英国英语）.
- NUMA site with photos and video of the wreck
- The Chronicles of Sir Arthur Conan Doyle - J. Habakuk Jephson's Statement （页面存档备份，存于）
- straightdope on the Mary Celeste' （页面存档备份，存于）
- Film "The Phantom Ship" (1936) on the Internet Archive
- The True Story of the Mary Celeste, Smithsonian Networks